# Sempati Air
Sempati Air était une compagnie aérienne basée en Indonésie. Détenue en partie par les amis et la famille du président indonésien Suharto, la compagnie aérienne a cessé ses activités pour cause de faillite après la démission de son propriétaire, Suharto, en mai 1998. Son code IATA a depuis été réaffecté à SpiceJet.

## Flotte historique
- 4 Airbus A300B4-203
- 2 Boeing 707-320
- 6 Boeing 737-281
- 2 (annulé) Boeing 767-300
- Douglas DC-3
- 4 Fokker F27
- 2 Fokker 70
- 7 Fokker 100